# کمال خرازی
سید علینقی خرازی مشهور به کمال خرازی (زاده‌ی ۱۰ آذر ۱۳۲۳ تهران) دیپلمات، سیاستمدار و مدرس دانشگاه ایرانی است. وی رئیس شورای راهبردی روابط خارجیو مشاور بین‌الملل رهبری ایران  و عضو حقیقی مجمع تشخیص مصلحت نظام است.
هم‌چنین وی استاد و عضو هیئت علمی بازنشسته‌ی دانشکده‌ی روان‌شناسی و علوم تربیتی دانشگاه تهران است و هم‌اکنون نیز به‌عنوان دبیر پژوهشکده علوم شناختی فعالیت می‌کند.
وی در فاصله‌ی سال‌های ۱۳۵۸ تا ۱۳۵۹ معاون سیاسی وزیر امور خارجه بود. از ۱۳۵۹ تا ۱۳۶۸ به‌عنوان مدیرعامل خبرگزاری ایرنا فعالیت می‌کرد. او در فاصله سالهای ۱۳۶۸ تا ۱۳۷۶ سفیر و نماینده دائم ایران در سازمان ملل بود و از ۱۳۷۶ تا ۱۳۸۴ در دولت‌های هفتم و هشتم به‌عنوان وزیر امور خارجه فعالیت می‌کرد. وزارت او مصادف با حمله نیروهای طالبان به کنسول گری ایران در مزار شریف در سال ۱۳۷۷ بود. سید محسن خرازی برادر و صادق خرازی برادرزاده اوست.

## تحصیلات
کمال خرازی تحصیلات ابتدایی و دبیرستان را در مدرسه علوی به اتمام رساند و سپس دوره کارشناسی زبان عربی (۱۳۴۷) و کارشناسی ارشد علوم تربیتی (۱۳۵۱) را در دانشگاه تهران و دکتری رشته مدیریت آموزشی را در دانشگاه هوستون (۱۹۷۶) گذراند.

## فعالیت‌ها
کمال خرازی عضو هیئت علمی دانشکده روان‌شناسی و علوم تربیتی دانشگاه تهران با درجهٔ استاد تمام است و ریاست هیئت امنای پژوهشکده علوم شناختی را برعهده دارد.
از نخستین سمت‌های خرازی بعد از وقوع انقلاب ۱۳۵۷، مدیریت برنامه‌های سیمای جمهوری اسلامی ایران و معاون سیاسی وزارت امور خارجه، مدیرعاملی کانون پرورش فکری کودکان و نوجوانان و مدیرعاملی خبرگزاری جمهوری اسلامی بود. خرازی هم‌زمان با مدیرعاملی خبرگزاری جمهوری اسلامی (ایرنا) در زمان جنگ ایران و عراق، مسئولیت ستاد تبلیغات جنگ را نیز برعهده داشت. وی پس از جنگ به ریاست نمایندگی دائم ایران در سازمان ملل متحد منصوب شد و پیش از انتصاب به سمت وزیر خارجه، مدت ۸ سال نماینده دائم و سفیر ایران در سازمان ملل متحد بود.

## ماجرای جعل امضاء
عباس امیرانتظام که سال‌ها به اتهام جاسوسی برای آمریکا در زندان بود، در مصاحبه‌ای با حسین دهباشی گفت که پس از دریافت تلگرافی از سوی صادق قطب زاده (وزیر وقت امور خارجه) به ایران بازگشته است که در آن هدف از سفر وی (که در آن زمان سفیر ایران در کشورهای اسکاندیناوی بوده‌است) برخی مشورت‌های سیاسی ذکر شده بود. او عنوان کرد که با ورود به ایران، با دفتر وزیر امور خارجه تماس گرفته و تلفن به کمال خرازی وصل شده‌است که از او خواسته‌است در ساعت ۹ شب در دفتر وزیر حاضر شود. وی می‌گوید بعدها وقتی در زندان قطب‌زاده را دیده‌است، وی از چنین دعوتی کاملاً اظهار بی‌اطلاعی کرده و گفته‌است که خرازی امضای وی را جعل نموده‌است، که البته این مسئله توسط کمال خرازی تکذیب شد، با این توضیح که معاون سیاسی وزارت خارجه خودش حق امضا دارد و لازم نیست امضای وزیر را جعل کند و احضار آقای امیر انتظام بنابر درخواست دادستان وقت انقلاب بوده‌است.

## دیدار با جان کری
در تاریخ ۲۳ اردیبهشت ۱۳۹۷ جیسیون ازبورن خبرنگار آمریکایی و مشاور سابق دونالد ترامپ با انتشار تصاویری مدعی شد که چند دیپلمات ایرانی با جان کری وزیر امور خارجه دولت باراک اوباما در پاریس دیدار کردند. این خبرنگار با انتشار تصاویری که کمال خرازی در آن دیده می‌شد مدعی این موضوع شد.

## کتاب‌شناسی

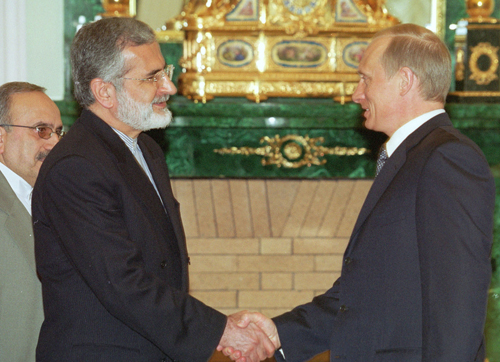
کمال خرازی و ولادیمیر پوتین در کاخ کرملین، مسکو در ۵ آوریل ۲۰۰۲

## نشان افتخار
در سال ۱۳۹۳ به دلیل فعالیت فرهنگی در اوایل انقلاب و در طول جنگ ایران و عراق نشان افتخار جهادگر عرصه فرهنگ و هنر به کمال خرازی اعطا شد.